# Anders Jacobsen
Pour les articles homonymes, voir Jacobsen.
Anders Jacobsen, né le 17 février 1985 à Hønefoss, ancien plombier, est un sauteur à ski norvégien au style de vol assez atypique.

## Carrière
Jacobsen se révèle durant l'été 2006, où il se place à plusieurs reprises dans les dix premiers lors de concours du Grand Prix d'été. Il fait déjà partie des favoris pour la Coupe du monde 2006-2007, et ne déçoit pas dès son premier concours à Kuusamo, il obtient son premier podium. Il connait sa première victoire quelques semaines plus tard à Engelberg, lors de sa cinquième participation à ce niveau. Dans la foulée il remporte la mythique Tournée des Quatre Tremplins. Il enchaîne avec une victoire en vol à ski dans sa patrie à Vikersund. Il remporte encore une épreuve à Willingen, et est solide leader du classement de la Coupe du monde. Mais il est moins performant par la suite, en raison d'une douleur au genou, bien qu'il lutte avec Adam Malysz pour le globe de cristal (récompense offerte au vainqueur du général) jusqu'à la dernière épreuve, qui voit néanmoins la sixième victoire en sept concours pour le Polonais, auteur d'un incroyable come-back sur la fin de saison et qui relègue Jacobsen à la seconde place finale.
L'été 2007 est difficile, mais il revient au plus haut niveau avec un podium à Klingenthal. Pourtant le début d'hiver 2007-2008 est dur, et Jacobsen est freiné dans sa progression par une violente chute à Trondheim, bien qu'il reprenne la compétition très rapidement. Après des podiums en janvier 2008, il renoue enfin avec la victoire à Liberec.
En 2011, il fait une pause dans sa carrière avant de retrouver le chemin du succès dès la saison suivante avec une victoire aux Championnats de Norvège. Il retrouve alors le top 5 mondial lors de la saison 2012-2013 grâce à trois victoires à Oberstdorf, Garmisch puis Zakopane puis remporte une médaille de bronze en individuel grand tremplin aux Mondiaux se déroulant à Val di Fiemme.
Le 1er janvier 2015, il remporte sa dixième victoire en Coupe du monde à Garmisch deux ans après son dernier succès. Il remporte un mois plus tard le titre mondial par équipes, le premier pour les Norvégiens depuis 22 ans.
Il s'agit de sa dernière saison active au niveau mondial.

## Palmarès

### Jeux olympiques d'hiver
| Épreuve / Édition | Vancouver 2010 | Sotchi 2014 |
| Petit tremplin    | 9e             | 27e         |
| Grand tremplin    | 12e            | 38e         |
| Par équipes       | Bronze         | 6e          |

### Championnats du monde
| Épreuve / Édition | Épreuve / Édition | Sapporo 2007 | Liberec 2009 | Oslo 2011 | Val di Fiemme 2013 | Falun 2015 |
| Petit tremplin    | Petit tremplin    | 7e           | 17e          | 15e       | 19e                | 19e        |
| Grand tremplin    | Grand tremplin    | 14e          | Bronze       | 9e        | Bronze             |            |
| Par équipes       | PT                |              |              | Argent    |                    |            |
| Par équipes       | GT                | Argent       | Argent       | Argent    | 4e                 | Or         |

Légende : PT = petit tremplin, GT = grand tremplin.

### Championnats du monde de vol à ski
| Épreuve / Édition | Oberstdorf 2008 | Planica 2010 |
| Individuel        | 10e             | Bronze       |
| Par équipes       | Bronze          | Argent       |

### Coupe du monde

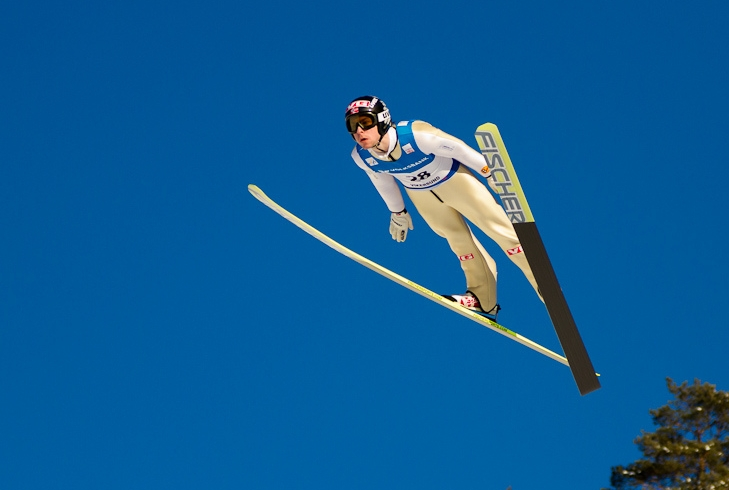
Anders Jacobsen à Vikersund en 2011.

- 2e du classement général en 2007.
- Vainqueur de la Tournée des quatre tremplins 2006/2007.
- 47 podiums : 
  - 28 podiums en épreuve individuelle dont : 10 victoires.
  - 19 podiums en épreuve par équipe dont : 5 victoires.

#### Différents classements en Coupe du monde
| Année     | Classement général final |
| 2006-2007 | 2e                       |
| 2007-2008 | 6e                       |
| 2009-2010 | 8e                       |
| 2010-2011 | 7e                       |
| 2011-2012 | 19e                      |
| 2012-2013 | 5e                       |
| 2013-2014 | 51e                      |
| 2014-2015 | 17e                      |

#### Victoires
| Année | Lieu                                                                                 |
| 2007  | Engelberg (Suisse), Innsbruck (Autriche), Vikersund (Norvège), Willingen (Allemagne) |
| 2008  | Liberec (République tchèque)                                                         |
| 2010  | Oberstdorf (Allemagne)                                                               |
| 2013  | Zakopane (Pologne), Oberstdorf (Allemagne), Garmisch (Allemagne)                     |
| 2015  | Garmisch (Allemagne)                                                                 |

 Dernière mise à jour le 1er janvier 2015 